# الطب في مصر القديمة

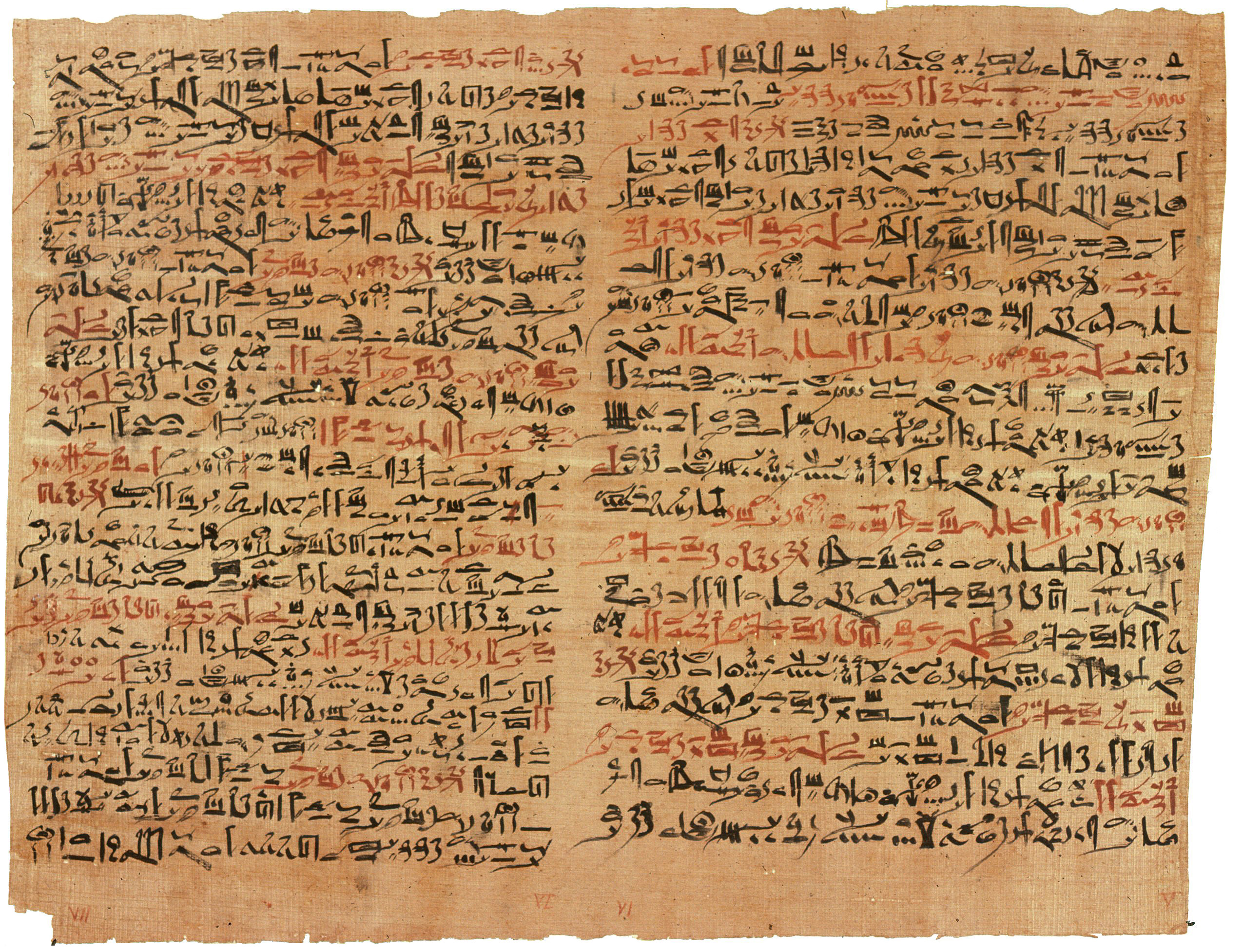
بردية إدوين سميث إحدى وثائق الطب المصري القديم، التي تحتوي على تشخيص وطريقة علاج بعض الإصابات.

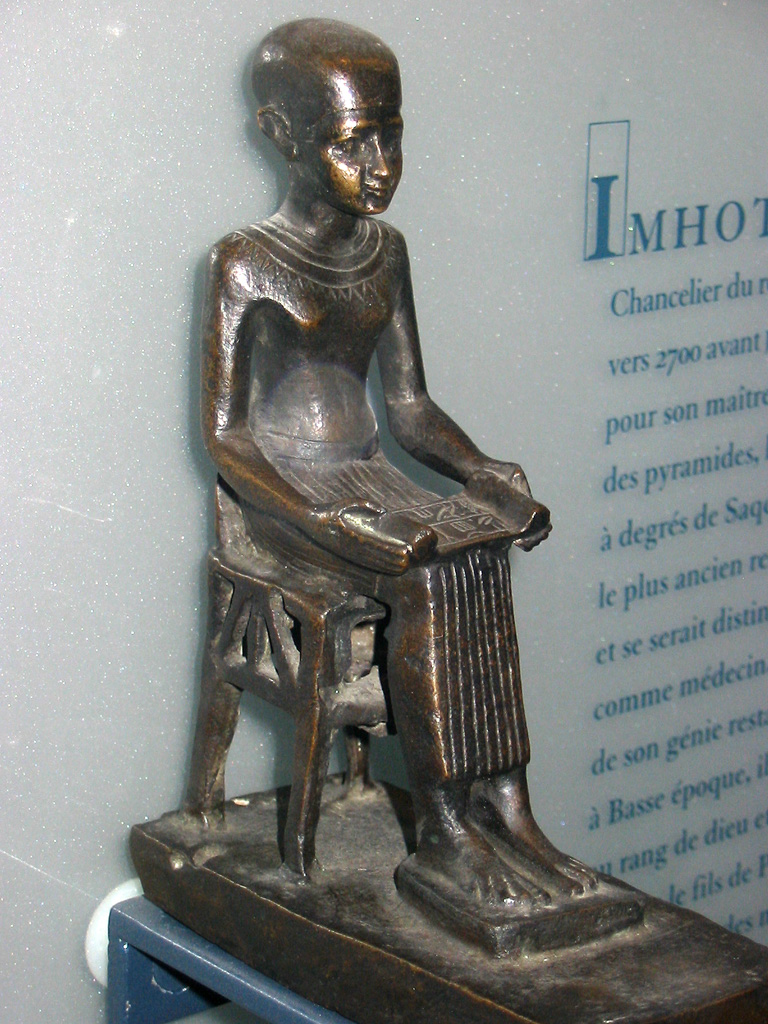
إمحوتب.

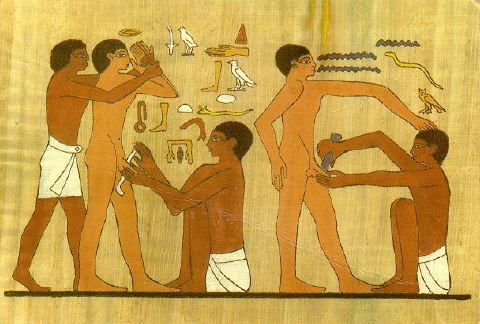
ختان الأطفال — لوحة على حائط معبد سقارة.

 الطب المصري القديم  هو مصطلح يشير إلى الطب المستخدم في مصر القديمة في الفترة من القرن الثالث والثلاثين قبل الميلاد وحتى غزو الفرس لمصر عام 525 ق.م. كان هذا الطب متقدمًا للغاية في ذاك الوقت، وشمل الجراحات البسيطة، وإصلاح كسور العظام وتركيب العديد من الأدوية. بالرغم من ارتباط الطب المصري القديم في الثقافة الحديثة بالسحر والتعاويذ، إلا أن الأبحاث الطبية أظهرت فعاليتها في كثير من الأحيان، واتفاق التراكيب الدوائية المصرية القديمة بنسبة 37 % مع الصيغ المعروفة وفقًا لدستور الصيدلية البريطاني الصادر عام 1973. حددت النصوص الطبية المصرية القديمة خطوات محددة للفحص والتشخيص والعلاج غالبًا ما كانت منطقية وملائمة.
ترجع معرفة المصريين الأوائل بتكوين الجسم الأدمي مما كانوا يقومون به من تحنيط الموتى بغرض الحفاظ على جثمان أصحابها. ولم يكن الطبيب المصري محترما من بين المصريين وحدهم بل ذاع شأنهم أيضا في البلاد المجاورة لمصر.
تذكر المخطوطات المصرية القديمة أن أحد الكهنة الكبار إمحوتب يعتبر مؤسس علم الطب في مصر القديمة، كما يعتقد أنه مبتكر الكتابة الهيروغليفية، مما جعل المصريون القدماء يقدسونه في العصور المتأخرة من عصر الفراعنة بأنه "إله الشفاء".
في عهد البطالمة نشأت عبادة أمحوتب، وترى أثاره في العديد من المعابد. كان المرضى يذهبون إلى تلك المعابد و"الزوايا" المقدسة التماسا للشفاء، وقلدها الإغريقيون وما يسمون "أسكلبيونس". وفي الإسكندرية خلال عهد البطالمة وصل علم الطب إلى ذروته. فكانت الإسكندرية مركزا للعلوم والثقافة والطب في عصر البطالمة وكانت مدرسة لتعليم الأطباء. وقد أثرت كثيرا على العلوم الطبية وطرق العلاج في بلاد اليونان وبالتالي على الطب في أوروبا.
وكانت مكتبة الأسكندرية القديمة بها مخطوطات في الطب، ضاعت كلها أثناء حريق الإسكندرية الشهير.

## المراجع المصرية القديمة

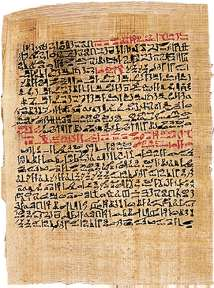
علاج بردية إبيرس
السرطان: سرد "ورم ضد الإله زينوس" ، ويوصي "لا تفعل شيئا هناك ضده"

### برديات الكاهون

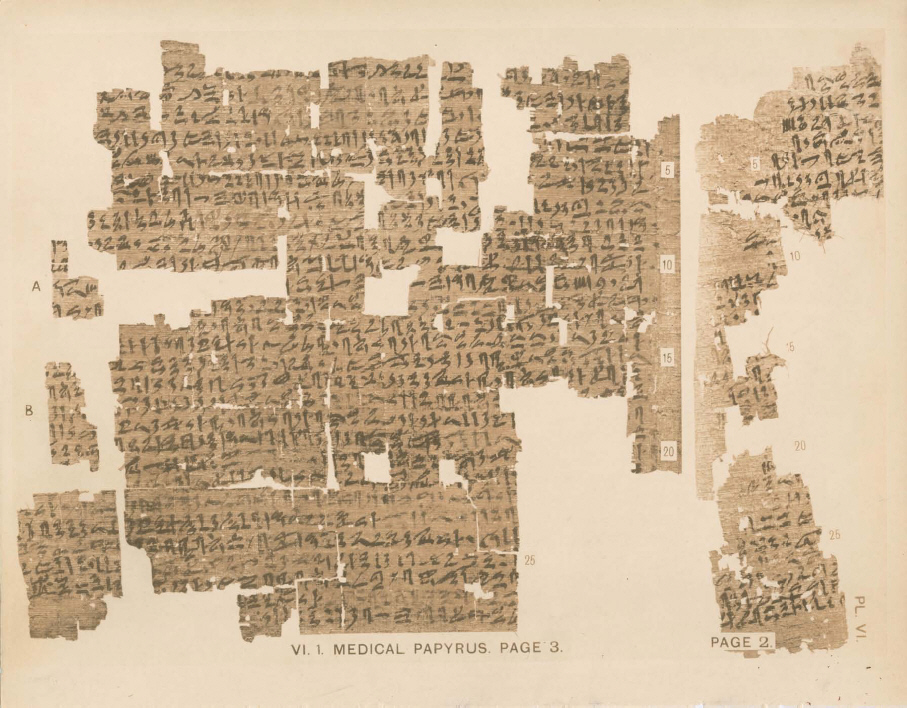
مخطوطة بردي في طب النساء Kahun VI. 1, صفحة. 2 و3

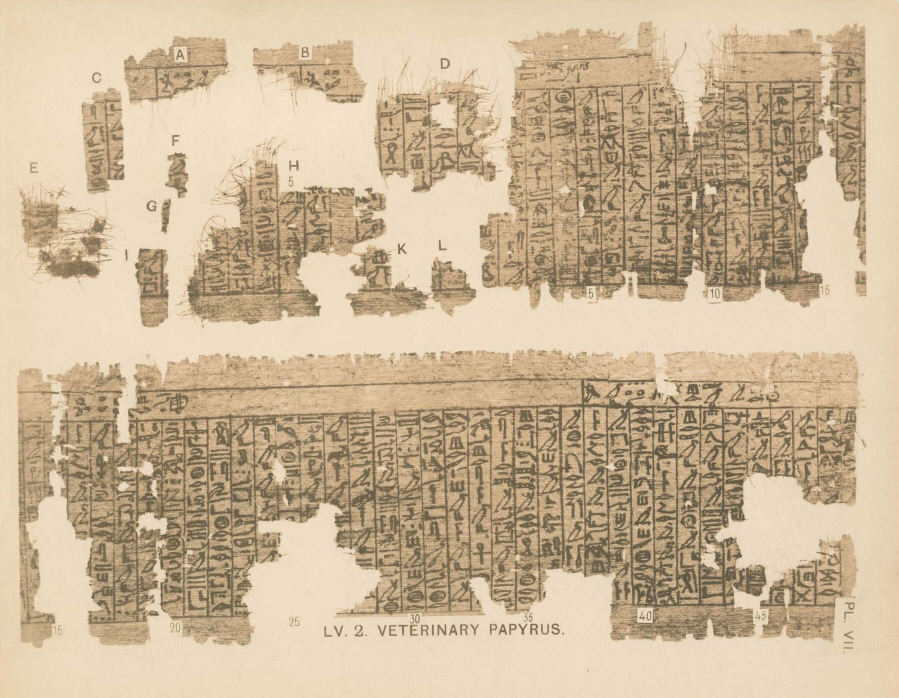
بردي في الطب البيطري Papyrus Kahun LV. 2

### بردية إيبرس

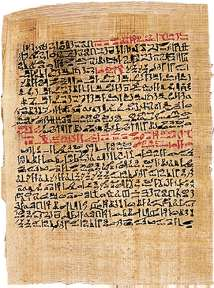
من بردية أيبرس لعلاج ورم.

### نظرة عامة

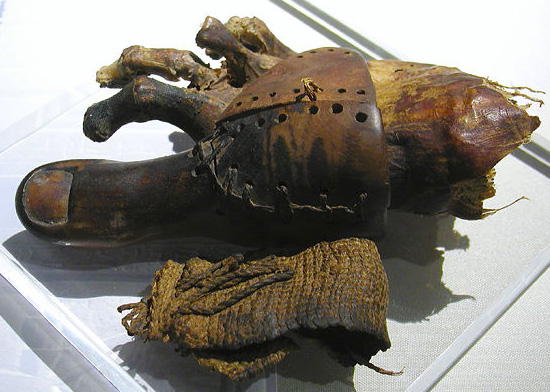
هذا عضو اصطناعي من الخشب وجلد للربط لأحد من أجريت لهم عملية بتر، وهي لتسهيل المشي.

### أدوات جراحية

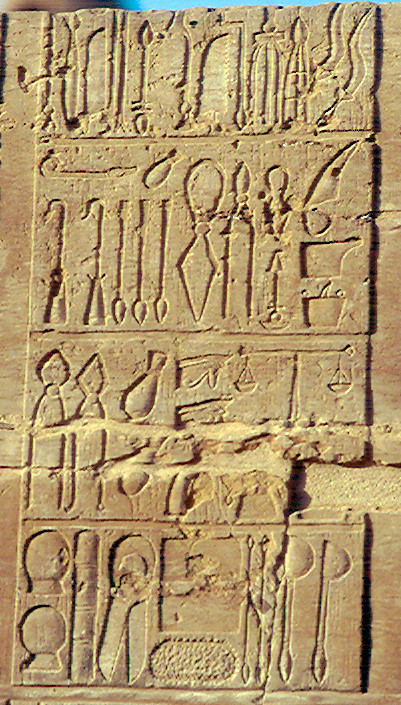
„دولاب أجهزة طبية“، لوحة في معبد كوم أمبو.

### الجراحة

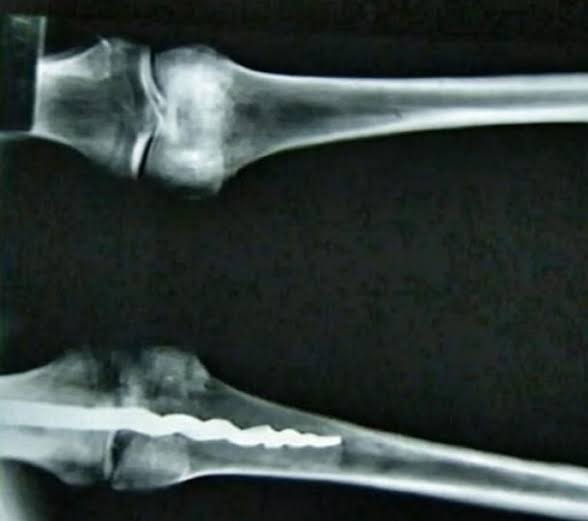
تصوير بالأشعر السينية للمسمار النخاعي في قدم مومياء أوسر مونتو